# Chlorogomphus selysi
Chlorogomphus selysi är en trollsländeart som beskrevs av Fraser 1929. Chlorogomphus selysi ingår i släktet Chlorogomphus och familjen kungstrollsländor. Inga underarter finns listade i Catalogue of Life.